# ثلاث لوحات خارج إيبينغ، ميزوري
ثلاث لوحات خارج إيبينغ، ميسوري (بالإنجليزية: Three Billboards Outside Ebbing, Missouri)‏ هو فيلم دراما وجريمة، كوميديا سوداء كُتب وأُنتج وأُخرج من قِبَل مارتن ماكدونا عام 2017. الفيلم من بطولة فرانسيس مكدورماند، ووودي هارلسون، وسام روكويل، وجون هوكس، وبيتر دينكلاج. يُتابِع الفيلم قصة أم، والتي عندما تفشل الشرطة في بلدتها في أن تجد أي مشتبه لمقتل ابنتها، تقوم بشراء ثلاث لوحات للفت انتباه العامة للقضية.
عُرض الفيلم في قسم المنافسة الرئيسة خلال مهرجان البندقية السينمائي الدولي في دورته الرابعة والسبعين، حيث افتتح في 4 سبتمبر 2017.
كما عُرِض أيضًا خلال مهرجان تورنتو الدولي السينمائي لعام 2017، حيث فاز بالجائزة الكبرى، «جائزة اختيار الجمهور». كما عُرِض هذا الفيلم في مهرجان مار ديل بلاتا السينمائي الدولي.
أُصدر فيلم ثلاث لوحات خارج إيبينغ، ميزوري في الولايات المتحدة في 10 نوفمبر 2017، ومن المقرر إصداره في المملكة المتحدة من قبل شركة التوزيع الأمريكية فوكس سيرش لايت بيكتشرز في 12 يناير 2018. تلقى الفيلم ترحيبًا عاليًا من قِبل النقاد الذين أشادوا بالسيناريو الخاص بالفيلم، وإخراجه، وأداء الممثلين خاصةً ماكدورماند، وهارلسون، ووروكويل، حيث أُعطي الفيلم لقب «واحد من أفضل الأفلام للسنة» من قِبل معهد الفيلم الأمريكي.
وفي حفل جائزة الغولدن غلوب الخامس والسبعون فاز الفيلم بأربع جوائز تتضمن التالي: أفضل فيلم - دراما، وأفضل ممثلة - فيلم دراما(فازت بها ماكدورماند)، وأفضل ممثل مساعد (فاز بها روكويل) ، وأفضل سيناريو. كما ترشح الفيلم لجوائز أخرى من ضمنها: جائزة أفضل مخرج، وجائزة أفضل موسيقى تصويرية. وفي جوائز الأكاديمية البريطانية للأفلام الواحدة والسبعين، تلقى الفيلم تسع ترشيحات من ضمنها: أفضل فيلم، أفضل مخرج، أفضل ممثلة في دور رئيسي (ماكدورماند)، وأيضاً أفضل ممثل مساعد والتي ترشح لها كلًا من روكويل وهارلسون.

## القصة
ميلدريد هايز أمٌ مطلقة، تشعر بالمرارة والحزن بسبب الاغتصاب العنيف والجريمة البشعة التي تسببت بمقتل ابنتها المراهقة آنجيلا قبل الحوالي السبعة أشهر. مُمتعضةً من الشرطة في بلدتها الذين تعتقد بأنهم لا يحاولون حل قضية مقتل ابنتها، بالإضافة إلى انعدام التقدم في القضية والتحقيقات المتعلقة بها، تقوم باستئجار ثلاث لوحات بجانب منزلها والذين يمكن قراءتهم بشكل متسلسل بهذه الطريقة: «أُغتصِبت بينما كانت تحتضر»، «وحتى الآن لا مُعتقَلين؟»، «كيف ذلك أيها الرئيس ويلوغبي؟».
يستاء سكان المدينة على محتوى اللوحات، بمن فيهم الشريف بيل ويلوغبي والضابط جايسون ديكسون. سر ويلوغبي المكشوف بأنه يعاني من سرطان البنكرياس الطرفي يضاف إلى استنكارهم. تتعرض ميلدريد وابنها المصاب بالاكتئاب للمضايقة والتهديد، ولكنها تبقى قوية لدعم ابنها الذي يشعر بالغم والحزن.
بالرغم من تعاطف ويلوغبي مع تعاسة ميلدريد، إلا أنه يجد ان اللوحات عبارة عن هجوم غير عادل لشخصه، وديكسون يشعر باغتياظ من قلة احترام ميلدريد لمكانته، ويردها بالمقابل بتهديد ريد التي قامت بتأجير اللوحات لها، ويعتقل صديقتها وزميلتها في العمل دنيس بتهمة امتلاكها لكميات بسيطة من المرجوانا. يقوم تشارلي؛ زوج ميلدريد البذيء السابق بزيارتها ويوجه إليها اللوم على موت ابنتهما بقسوة.
يقوم ويلوغبي بإحضار ميلدريد للاستجواب بعد ان قامت بإيذاء طبيب الأسنان الخاص بها خلال جدال حاد في عيادته، وخلال الاستجواب يبدأ ويلوغبي بالسعال المرفق بالدم، والذي يشير بأن مرضه بدأ يصبح حادًا. ويغادر المشفى بالرغم من التوصيات الطبية، ويقضي اليوم الأخير له برفقة زوجته آن وابنتيه بسعادة وهدوء قبل أن يقوم بالانتحار. تاركًا خلفه عدة رسائل انتحار قد وجهها لعدة أشخاص في إيبينغ، من ضمنهم واحدة لميلدريد، أوضح فيها أنها لم تكن السبب في ارتكابه الانتحار، ولكنه قام بدفع مبلغ مالي سرًا لإبقاء اللوحات شهرًا آخر، مؤنسًا نفسه بالعداوة التي سيستمرون بإحاكاتها لها بعد وفاته. يتضح فيما بعد أن تكهنه قد أصاب بعد أن تتعرض ميلدريد لتهديد عنيف من أحد الغرباء الذي يدخل متجرها. يستجيب ديكسون لخبر موت ويلوغبي بمهاجمة ريد ومساعده. يشهد على هذا قيام أبركرومبي بطرد ويلوغبي واستبداله.
فيما بعد يتم تدمير اللوحات الثلاث بواسطة حريق متعمد. وردًا على ذلك تقرر ميلدريد الانتقام عن طريق قذف زجاجة مولوتوف على مفوضية الشرطة التي اعتقدت بأنها شاغرة في الليل، ولكن يتضح أن ديكسون كان في الداخل يطالع رسالة كان ويلوغبي قد تركها له، والتي يقوم الشريف فيها بإعطائه نصائح حول التخلي عن الكراهية والسماح للحب أن يتخلله، حيث أوضح له أنها الطريقة الوحيدة التي يمكنه من خلالها أن يكتشف أمنيته بأن يكون محقق. يتمكن ديكسون من الفرار من الحريق وإنقاذ ملفات قضية آنجيلا، وعلى إثر ذلك يعاني حروقًا شديدة. يشهد على الحادثة جيمس والذي وبشكلٍ ودي يتعاطف مع ميلدريد، ويزودها بعذر بأن يدعيا بأنهما كانا في موعد وقت وقوع الحريق.
بعد إخراجه من المشفى، يسمع ديكسون بالمصادفة الرجل الذي قام سابقًا بتهديد ميلدريد يثرثر في إحدى البارات عن حادثة مشابهة لحادثة آنجيلا. يلاحظ ديكسون رخصة ولاية أيداهو على لوحة رقم مركبة الرجل، ومن ثم يفتعل شجارًا معه حيث يتمكن من الحصول على عينة من الحمض النووي بعد خدش وجه الرجل، ليستخدمها في مقارنة طب شرعي مع تلك التي من حادثة قتل آنجيلا. وفي الوقت نفسه، تكون ميلدريد في موعد مزيف لتشكر جيمس على مساعدته لها، عندما يدخل تشارلي مع صديقته ذي التسعة عشر عامًا، بينيلوبي، ليعترف بأنه هو من قام بإحراق اللوحات عندما كان ثملًا. وبالرغم من غضبها، تقوم ميلدريد بتوصية تشارلي بمعاملة بينيلوبي جيدًا قبل أن تغادر.
يقوم ديكسون بالإتصال بميلدريد لإخبارها باكتشافه المبشر لقاتل آنجيلا، ولكن الحمض النووي غير متطابق، هذا بالإضافة إلى أن الرجل كان في مهمة عسكرية خارج المدينة في الوقت الذي قتلت فيه آنجيلا. وبالرغم من أن كلاهما قد خاب أمله، فإنهما يتوصلان إلى أنه متورط في قضية اغتصاب أخرى، وأنه تمت إعادته إلى ايداهو ليتم قتله هناك على كل حال. وفي الطريق تعترف ميلدريد بقيامها بحرق مفوضية الشرطة، الأمر الذي توقعه ديكسون وتقبله. يقوم كلًا منهما بإبداء تحفظاته حول المهمة، ولكنهما يعزمان على اتخاذ القرار.

## طاقم التمثيل
- فرانسيس مكدورماند بدور ميلدريد
- وودي هارلسون بدور الشريف بيل ويلوبي
- سام روكويل بدور الضابط جيسون ديكسون
- جون هوكس بدور تشارلي هايز
- بيتر دينكلاج بدور جيمس
- لوكاس هيدجيس بدور روبي هايز
- آبي كورنيش بدور آن ويلوبي
- سمارا ويفينغ بدور بينيلوبي
- كيلب لاندري جونز بدور ريد ويلبي
- كلارك بيترز بدور أبركرومبي
- داريل بريت جيبسون بدور جيروم
- كاثرين نيوتن بدور آنجيلا هايز
- كيري كوندون بدور باميلا
- زيلكو إيفانيك بدور الرقيب سيدريك كونولي
- أماندا وارن بدور دينيس
- ساندي مارتن بدور السيدة ديكسون، أم جايسون
- كريستوفر بيري بدور توني
- نيك سيرسي بدور الأب مونتغمري

## الإنتاج
استوحى ماكدونا قصة الفيلم عندما رأى عدة لوحات عن جريمة غير محلولة بينما كان يسير "في مكانٍ ما أسفل زاوية ولاية جورجيا، فلوريدا، ألباما" على حد وصفه. وعن الحادثة التي ألهمته لكتابة الفيلم، علق ماكدونا "الغضب الذي دفع صاحبه لوضع مجموعة من اللوحات بهذه الطريقة كان ملموسًا، وبقي في ذاكرتي". وفي النهاية كانت هذه الحادثة مصدر إلهامٍ له لكتابة سيناريو خيالي تدور حول حادثة مشابهة، موضحًا: "عندما قررت، في رأسي، أن ذلك الشخص هو أم، كل شيء أخذ مكانه.""
شخصية ميلدريد كانت قد كُتبت بواسطةِ فرانسيس ماكدورماند في رأسها. في البداية أرادت ماكدورماند أن تكون الشخصية جدة، الشيء الذي خالفها به ماكدونا، حيث شعر بأن هذا سيغير مسرى القصة كثيرًا. وفي النهاية قام زوج ماكدورماند بإقناعها بأن تؤدي هذا الدور بغض النظر عن ذلك. استوحت ماكدورماند شخصية الدور الذي تؤديه من جون واين. الأمر الذي ألهم سام روكويل بأن يحصل على الإلهام لشخصيته من شريك واين في بطولته في الفيلم الرجل الذي أطلق النار على ليبرتي فالنس، لي مارفين، موضحاً أنه «أراد من شخصيته أن تكون عكس شخصية ميلدريد تماماً». وكما أن ميلدريد كانت قد كتبت لأجل ماكدورماند، فإن شخصية ديكسون كانت قد كُتبت لأجل روكويل على وجه التحديد.
التصوير الرئيسي كان قد بدأ في 2 مايو 2016 في سيلفا، نورث كارولاينا، واستمر لمدة 33 يومًا.

## الموسيقى
جميع الأغاني من تأليف وتلحين كارتر بورول، ما عدا ما تم تحديده. 
| #   | عنوان | المدة |
| --- | --- | ----- |
| 1.  | "Mildred Goes to War" (العنوان بالترجمة العربية: ميلدريد تذهب إلى الحرب)                                                                       | 1:24  |
| 2.  | "The Deer" (العنوان بالترجمة العربية: الغزال)                                                                                                  | 2:09  |
| 3.  | "Buckskin Stallion Blues" (أداء تاونز فان زاندت)                                                                                               | 3:04  |
| 4.  | "A Cough of Blood, A Dark Drive" (العنوان بالترجمة العربية: سعال من دم، قيادة مظلمة)                                                           | 2:38  |
| 5.  | "I've Been Arrested" (العنوان بالترجمة العربية: لقد أُعتقِلت)                                                                                    | 0:40  |
| 6.  | "Fruit Loops" (العنوان بالترجمة العربية: حلقات الفواكه)                                                                                        | 1:32  |
| 7.  | "His Master's Voice" (العنوان بالترجمة العربية: صوت سيده، أداء وحوش موسيقى الفولك)                                                             | 4:51  |
| 8.  | "Billboards on Fire" (العنوان بالترجمة العربية: لوحات مشتعلة)                                                                                  | 2:25  |
| 9.  | "Slippers" | 1:22  |
| 10. | "The Last Rose of Summer" (العنوان بالترجمة العربية: آخر زهرةِ صيفٍ، تأليف وتلحين: فريدريش فون فلوتوف؛ أداء: توماس مور ورينيه فليمنغ وجيفري تيت) | 4:54  |
| 11. | "My Dear Anne" (العنوان بالترجمة العربية: عزيزتي آن)                                                                                           | 2:35  |
| 12. | "Walk Away Renée" (العنوان بالترجمة العربية: امشِ بعيدًا رينيه، أداء ذا فور توبس)                                                                | 2:44  |
| 13. | "Billboards Are Back" (العنوان بالترجمة العربية: عودة اللوحات)                                                                                 | 1:24  |
| 14. | "Collecting Samples" (العنوان بالترجمة العربية: جمع العينات)                                                                                   | 1:15  |
| 15. | "Sorry Welby" (العنوان بالترجمة العربية:عذرًا ويلبي)                                                                                            | 1:43  |
| 16. | "The Night They Drove Old Dixie Down" (العنوان بالترجمة العربية:الليلة التي قادوا فيها ديكسي إلى أسفل، أداء جوان بيز)                          | 3:23  |
| 17. | "Countermove" (حركة معاكسة) | 1:56  |
| 18. | "Can’t Give Up Hope" (العنوان بالترجمة العربية: لا يمكنني أن أفقد الأمل)                                                                       | 0:30  |
| 19. | "Buckskin Stallion Blues" (أداء إيمي أنيل) | 3:21  |

## الإصدار
قامت شركة فوكس سيرش لايت بيكتشرز للتوزيع بإصدار فيلم ثلاث لوحات خارج إيبينغ، ميزوري في 10 نوفمبر 2017. حيث حصل الفيلم على عروض في مهرجان البندقية السينمائي الدولي في دورته الرابعة والسبعين، وفي مهرجان تورنتو الدولي السينمائي لعام 2017، وفي مهرجان سان سيباستيان السينمائي الدولي حيث فاز هناك بجائزة الجمهور، وفي مهرجان بي إف آي لندن السينمائي، وأيضاً في مهرجان زيورخ السينمائي.

### شباك التذاكر
اعتباراً من 14 يناير 2018 فإن فيلم ثلاث لوحات خارج إيبينغ، ميزوري قد حقق $28.5 مليون في الولايات المتحدة وكندا، و $10.1 مليون في الأقاليم الأخرى، محققًا بذلك ما إجماله العالمي $38.6 مليون.
وفي افتتاح نهاية الاسبوع المحدود، حقق الفيلم ما قيمته $322,168 من أربعة مسارح، بمتوسط $80,542 لكل مسرح، حاصلًا بذلك على المرتبة الرابعة لأفضل ما في 2017. حقق الفيلم $1.1 مليون من 53 مسرح في نهاية الأسبوع الثاني، و $4.4 من 614 مسرح في الثالث. منهيًا بذلك أسبوعه التاسع والعاشر بنفس النتائج في شباك التذاكر. وفي نهاية الأسبوع التاية لفوز الفيلم بجوائز الجولدن جلوب الأربع، أُضيف الفيلم لـ 712 مسرحًا إضافيًا (ليصبح إجمالي عدد المسارح 1,022 مسرح) وحقق بذلك $2.3 مليون، وازدادت الإيرادات إلى 226% عن إيرادات الأسبوع السابق التي وصلت إلى $706,188.

### ردود النقاد
وعلى موقع الطماطم الفاسدة المختص بجمع المراجعات، حصل الفيلم على تقييم 93% مُصدق عليه مبني على 265 مراجعة، وعلى متوسط 8.6/10 من تقييمات المشاهدين. ويمكن قراءة الإجماع النقدي للموقع هكذا: «ثلاث لوحات خارج إيبينغ، ميزوري يوازن بشكلٍ حاذق الكوميديا السوداء ضد الدراما الحارة - ويرسم عروض لا تُنسى من طاقم التمثيل المخضرم على طول الطريق.» وعلى ميتاكريتيك التي تُخصص تقييمات تتسم بالتطبيع للمراجعات، حصل الفيلم على ما متوسط نقاطه 88 من أصل 100، مبنيةً على أساس 50 ناقدًا، مُشيرًا إلى وجود «شهرة عالمية». الجماهير الذين أُختيروا من قبل سينما سكور لأجل استطلاع الرأي قاموا بإعطاء الفيلم ما متوسط درجاته من "-A" على +A وصولًا إلى سلم F.

## الجوائز والترشيحات
| الجوائز والتىشيحات لفيلم «ثلاث لوحات خارج إيبينغ، ميزوري»      | الجوائز والتىشيحات لفيلم «ثلاث لوحات خارج إيبينغ، ميزوري» | الجوائز والتىشيحات لفيلم «ثلاث لوحات خارج إيبينغ، ميزوري» | الجوائز والتىشيحات لفيلم «ثلاث لوحات خارج إيبينغ، ميزوري» | الجوائز والتىشيحات لفيلم «ثلاث لوحات خارج إيبينغ، ميزوري» |
| الجائزة                                                        | الفئة                                                     | السنة                                                     | المُرشح لها                                                | النتيجة                                                   |
| -------------------------------------------------------------- | --------------------------------------------------------- | --------------------------------------------------------- | --------------------------------------------------------- | --------------------------------------------------------- |
| جوائز العرض الدعائي الذهبي                                     | أفضل تحريك / تصميم جرافيكي لاسم الفيلم                    | 2017                                                      | فوكس سيرش لايت بيكتشرز                                    | رُشِّح                                                       |
| مهرجان تورونتو السينمائي الدولي لعام 2017 (بالإنجليزية)        | العروض الرسمية أو الخاصة (جائزة اختيار الجمهور)           | 2017                                                      | مارتن ماكدونا                                             | فوز                                                       |
| مهرجان البندقية السينمائي الدولي الرابع والسبعون (بالإنجليزية) | أفضل نص                                                   | 2017                                                      | مارتن ماكدونا                                             | فوز                                                       |
| مهرجان البندقية السينمائي الدولي الرابع والسبعون (بالإنجليزية) | أفضل فيلم                                                 | 2017                                                      | مارتن ماكدونا                                             | رُشِّح                                                       |
| مهرجان زيورخ السينمائي (بالألمانية)                            | أفضل فيلم دولي طويل                                       | 2017                                                      | مارتن ماكدونا                                             | رُشِّح                                                       |
| مهرجان هامبورغ السينمائي (بالإنجليزية)                         | جائزة Sichtwechsel السينمائية                             | 2017                                                      | مارتن ماكدونا                                             | رُشِّح                                                       |
| مهرجان سان سيباستيان السينمائي الدولي                          | جائزة اختيار الجمهور                                      | 2017                                                      | مارتن ماكدونا                                             | فوز                                                       |
| مهرجان فلاندرز السينمائي الدولي غينت                           | الجائزة الكبرى (أفضل فيلم)                                | 2017                                                      | مارتن ماكدونا                                             | رُشِّح                                                       |
| مهرجان هوليوود السينمائي                                       | أفضل ممثل ثانوي                                           | 2017                                                      | سام روكويل                                                | فوز                                                       |
| مهرجان ليدز السينمائي الدولي (بالإنجليزية)                     | جائزة اختيار الجمهور                                      | 2017                                                      | مارتن ماكدونا                                             | رُشِّح                                                       |
| مهرجان دنفر السينمائي                                          | جائزة اختيار الجمهور للفيلم الطويل                        | 2017                                                      | مارتن ماكدونا                                             | فوز                                                       |
| المهرجان السينمائي الدولي لفن التصوير السينمائي                | جائزة اختيار الجمهور                                      | 2017                                                      | بن دافيس                                                  | فوز                                                       |
| المهرجان السينمائي الدولي لفن التصوير السينمائي                | أفضل فيلم المنافسة الرئيسية                               | 2017                                                      | بن دافيس                                                  | رُشِّح                                                       |
| جوائز جمعية لوس أنجلوس للنقد السينمائي لعام 2017 (بالإنجليزية) | أفضل ممثل مساعد                                           | 2017                                                      | سام روكويل                                                | رُشِّح                                                       |
| جوائز جمعية لوس أنجلوس للنقد السينمائي لعام 2017 (بالإنجليزية) | أفضل نص                                                   | 2017                                                      | مارتن ماكدونا                                             | رُشِّح                                                       |
| جوائز جمعية لوس أنجلوس للنقد السينمائي لعام 2017 (بالإنجليزية) | أفضل ممثلة                                                | 2017                                                      | فرانسيس مكدورماند                                         | رُشِّح                                                       |
| جمعية نقاد السينما ديترويت                                     |                                                           |                                                           |                                                           |                                                           |